# Iglesia de San Ignacio (Medellín)
La Iglesia de San Ignacio es un templo religioso de culto católico que tiene como titular a San Ignacio de Loyola, esta estrechamente relacionada con el Edificio y el Claustro San Ignacio, los cuales formaron parte del conjunto original de edificios iniciados por la Orden Franciscana en 1803, siendo su propulsor Fray Rafael de la Serna.
El templo está situado en el centro de la ciudad de Medellín, Colombia, al costado oriental de la Plazuela San Ignacio, es una construcción que a lo largo de su historia ha sufrido grandes reformas, y se caracteriza por que su interior es colonial y el exterior es barroco. Su planta es rectangular, su interior está dividido en tres naves longitudinales, la principal o central y dos laterales.

## Historia
Los habitantes de Medellín estaba deseosos de poder contar con una escuela ya que la única forma de que sus hijos estudiaran era enviándolos a Bogotá o a Popayán. El procurador de la ciudad, recalco la necesidad de abrir escuela y "aula de latinidad", para lo cual recomendaba se pidiera la venida de religiosos de San Francisco. Con el apoyo del obispo de Popayán y de los funcionarios de Bogotá, finalmente se logró que el Rey Carlos IV autorizara mediante Real Cédula del 9 de febrero de 1801 la construcción del Colegio de franciscanos (origen de la Universidad de Antioquia) y el Convento.

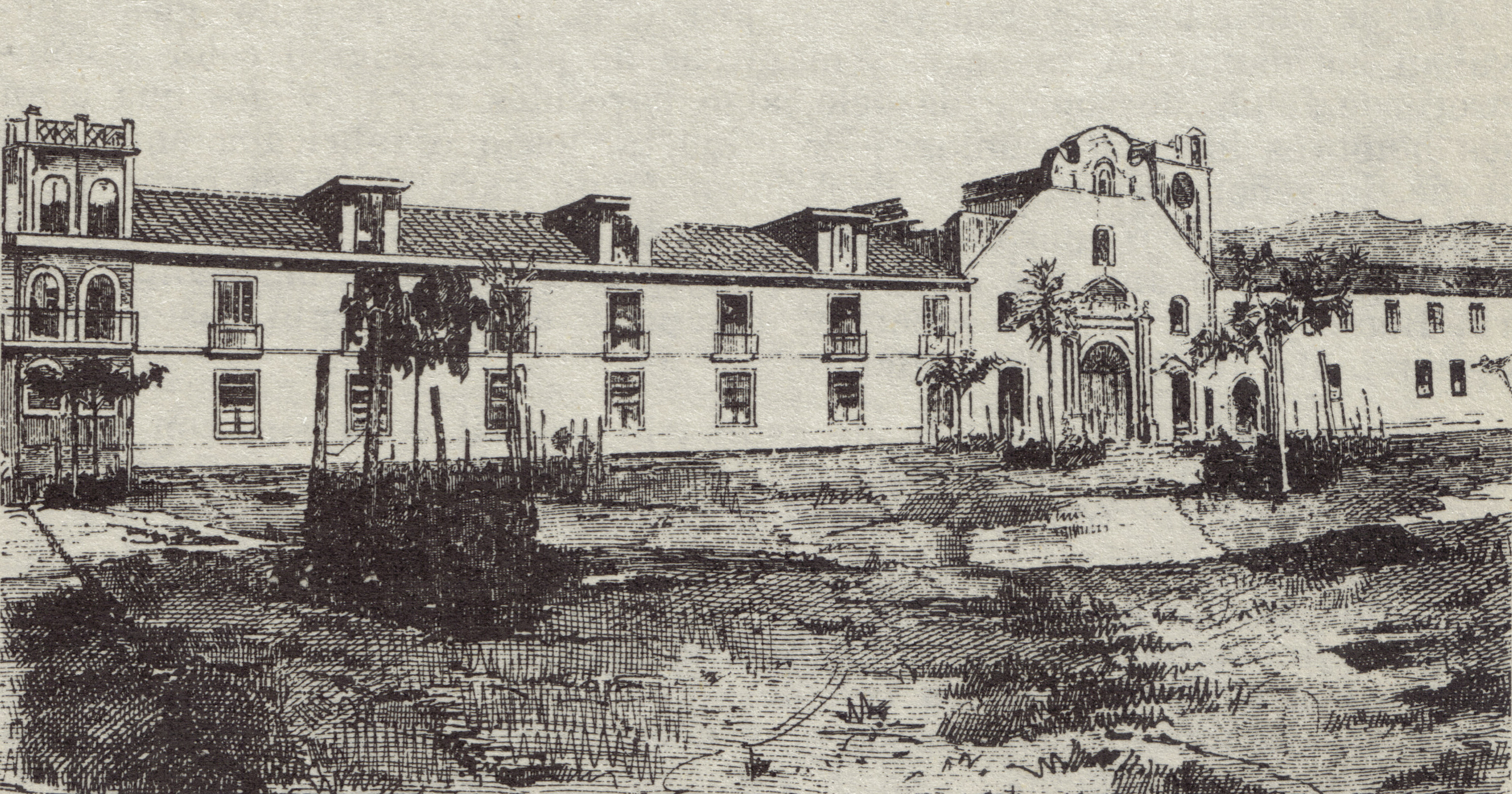
Universidad de Antioquia (izq), Iglesia de San Ignacio (centro) y Convento (derecha), 1889 antes de las reformas

En 1803, Fray Rafael de la Serna, sacerdote de esa comunidad, compró un terreno en el barrio nuevo de San Lorenzo por 162 castellanos de oro y en ese mismo año el 2 de agosto se comenzó la construcción del proyecto el cual, también incluía la Iglesia de San Francisco. La construcción se terminó en 1809 con los planos de Fray Luis Gutiérrez.
A raíz de la independencia, los franciscanos salieron del Colegio y del Convento pues varios eran realistas y los que eran patriotas se secularizaron o sea se incardinaron como sacerdotes diocesanos. En 1812 la comunidad franciscana abandonó a Medellín y no alcanzó a ocupar los edificios, los cuales pasaron a la autoridad civil.
Desde entonces y durante las guerras civiles el templo fue ocupado militarmente y profanado, sobre todo en 1885 cuando fue convertido en cuartel con cocinas y dormitorios para las tropas, generando desórdenes morales.
El 9 de mayo de 1885 el jefe del Estado de Antioquia Marceliano Vélez devolvió a la diócesis el templo que se le había arrebatado por el decreto 125 de 8 de marzo de 1868. El vicario capitular Valerio Antonio Jiménez comisionó para recibirlo al padre José Dolores Jiménez
El obispo Bernardo Herrera Restrepo entregó a la Compañía de Jesús el templo de San Francisco y éstos lo decoraron, lo bendijeron y lo inauguraron como Templo de San Ignacio el 29 de julio de 1886.
A comienzos del siglo XX sufre grandes reformas, entre la más destacada sobresale las de los arquitectos Agustín Goovaerts y Félix Mejía. Su fachada contiene características del estilo barroco español, conserva un pequeño frontis en piedra de Valdivia que data de 1803 y la pequeña capilla de San Ignacio.
El interior muestra un diseño totalmente colonial y la nave central se encuentra cubierta por bóvedas de cañón y losas de concreto en las laterales. Sobresalen en este templo el altar mayor dorado y numerosos altares de mármol en las naves laterales.
Actualmente la iglesia le es perteneciente a la Arquidiócesis de Medellín, luego del traspaso por parte de la Compañía de Jesús hace alrededor de unos 20 años.

## Galería

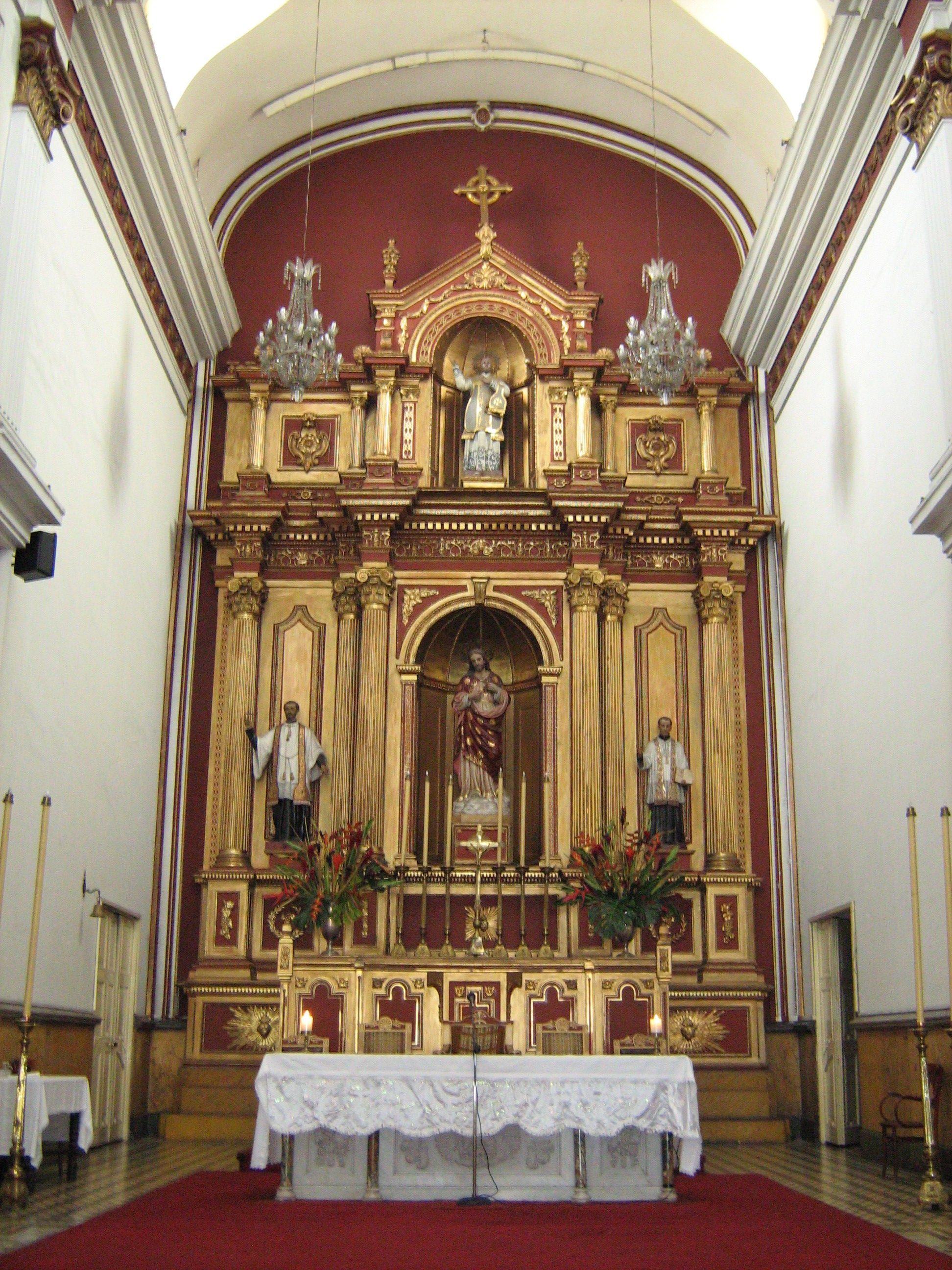
Altar mayor
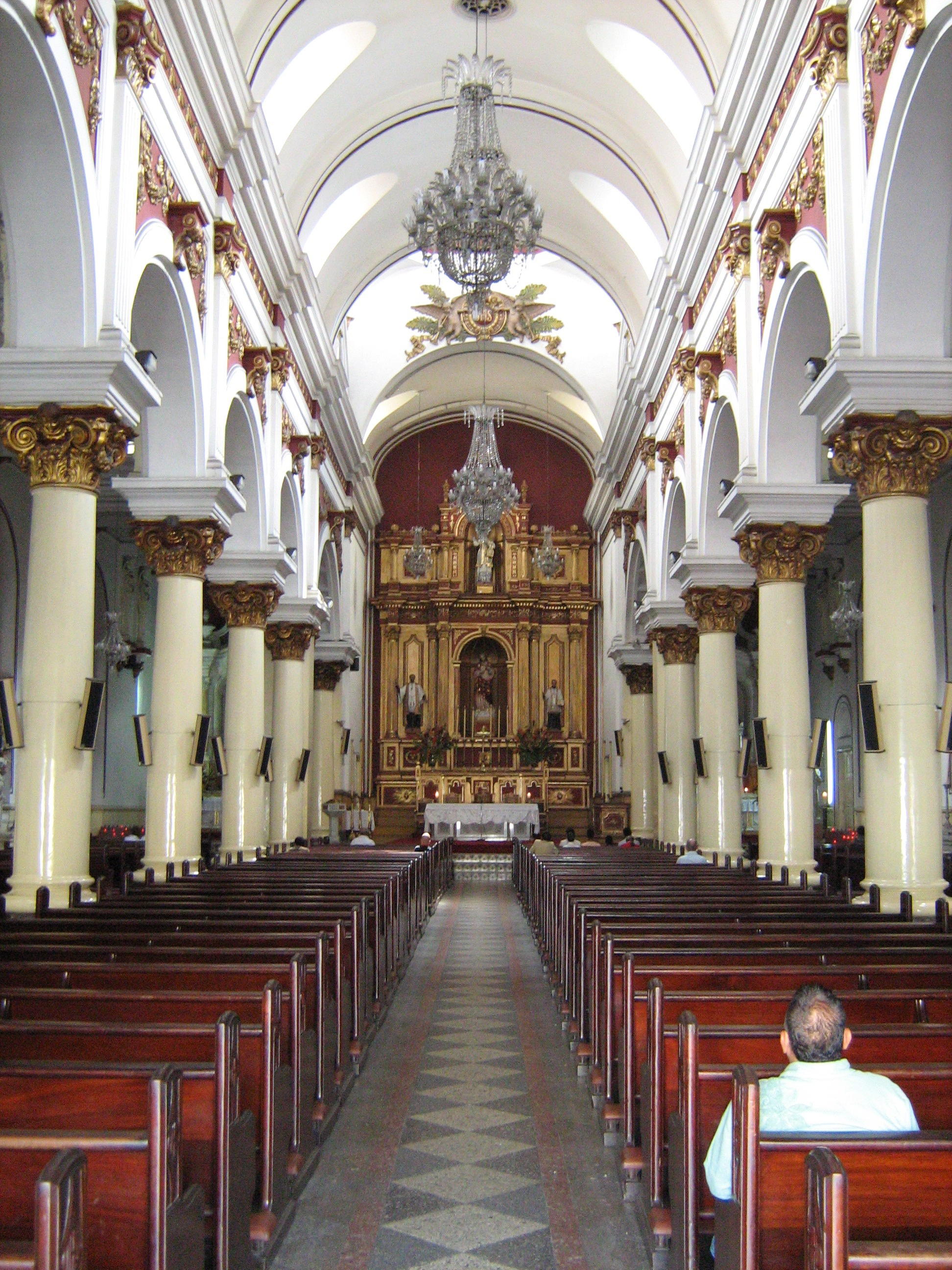
Nave central
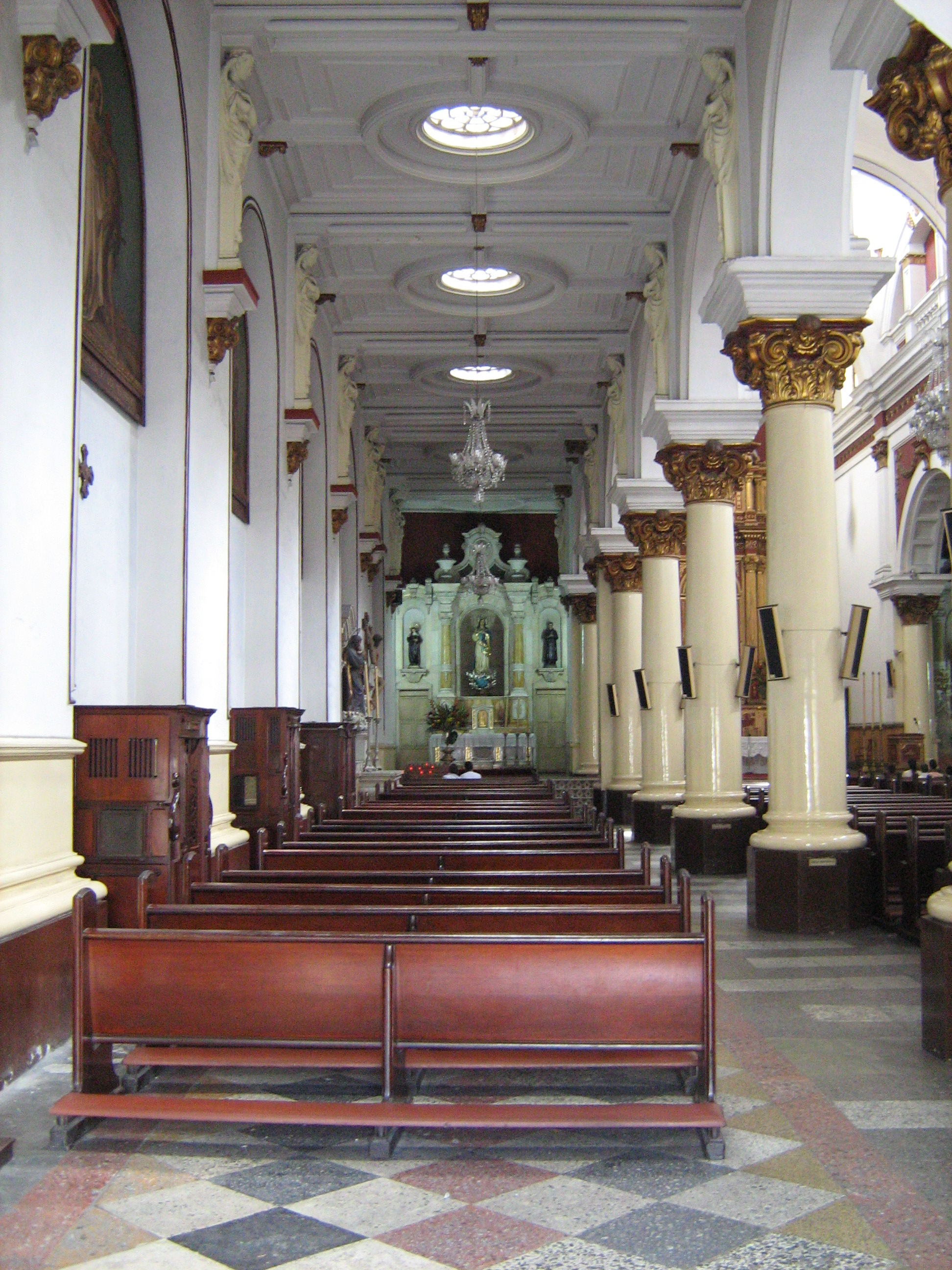
Nave lateral izquierda